# 仰天
仰天とは、ひどくびっくりすること。心理的なショックを受け、一時的な茫然自失の状態に陥った様子を表す。
人間が心理的に感情の行き場を見失った際、顎を上にあげ天を仰ぐ様から、日常言語に組み入れられた。現実的には仰天した状態から立ち直る為に、誰に向けるでもない雑言を呟く等の代謝行動で、精神的に復帰するのが平均である。

## 用例
- 雷が落ちて吃驚仰天した。
- 美しい風景に仰天した。